# Otto Blom
Otto Emanuel Blom (24. december 1830 i København – 28. december 1903 sammesteds) var en dansk officer og politiker, bror til Vilhelm Blom.

## Uddannelse
Han var søn af Hans Jørgen Blom og hustru. Han indtrådte 1848 på Den kongelige militære Højskole og var fra august 1850 til januar 1851 som sekondløjtnant i artilleriet udkommanderet til Als og Dannevirke. Ved afgangen fra højskolen i 1853 kom han til 1. artilleriregiment, men ansattes det følgende år, hvori han blev premierløjtnant, ved Konstruktionsbureauet under Henri Alexandre Antoine de Dompierre de Jonquières. 14. november 1856 ægtede han sit søskendebarn, Pauline Augusta Gundelach (23. juni
1836 i Lemvig – 21. september 1876 i København), datter af kancelliråd, by- og herredsfoged i Lemvig Frederik Christopher Gundelach.

## Karriere
I 1857 overdroges det Blom at ordne artilleriets historiske våbensamling, som C.J. Thomsen havde opstillet i Tøjhuset 1830-38, og han sendtes i den anledning til Tyskland, Norditalien og Frankrig for at se fremmede våbensamlinger; da han havde megen historisk interesse, kastede han sig nu med iver over studiet af våbnenes historiske udvikling og behandlede flere herhen hørende spørgsmål, hvorom en række afhandlinger, navnlig i Aarbøger for nordisk Oldkyndighed samt Historisk Tidsskrift, giver vidnesbyrd, hvortil endnu må føjes et eget skrift om Christian IV's Artilleri (1877).
Da riffelskyts begyndte at få indpas, lagde han sig efter dette og sendtes i 1861 til Norge for at overvære forsøg dermed. Endnu samme år ansattes han midlertidig ved Marinen som undertøjmester; han virkede dog som sådan i 7½ år, i det han navnlig ledede Flådens forsøg med glatløbet og riflet skyts samt dens panserforsøg. Under krigen 1864 varetog han tillige Landartilleriets skydeforsøg undtagen en kort tid, da han var udkommanderet med panserfregatten Dannebrog. Blom rejste på Marinens vegne gentagne gange til udlandet, navnlig England, for at forberede anskaffelse af panserbrydende skyts eller for at prøveskyde det, og da han altid omhyggelig bearbejdede de indvundne resultater, blev han navnlig på panserspørgsmålets område en autoritet. I 1869 vendte Blom, som allerede i 1864 var forfremmet til kaptajn, tilbage til sit våben som kompagnichef ved 1. artilleribataljon.
Ved siden af denne stilling havde han forskellige tillidshverv, hvoraf skal nævnes, at han 1871-74 forestod artilleriets skydekursus, i 1873 overværede en belejringsøvelse ved Graudenz og i 1875 berejste det østlige Europa for at studere befæstningskunstens fremskridt og derefter deltog i forhandlinger angående befæstningssagen i Danmark. I 1880 udnævntes Blom til oberstløjtnant og chef for 2. artilleribataljon ; 1883-86 var han stabschef ved artilleriet og i 1886 chef for dettes konstruktions- og forsøgsafdeling samt formand for Artillerikomiteen. 1889 blev han chef for 1. artilleribataljon og for Københavns Søbefæstning. Efter i nogle år at have været til rådighed for 1. generalkommando og derefter for artilleriets stab blev han 1895 chef for det nyoprettede Fæstningsartilleriregiment, men afgik senere samme år. Efter afskeden fra Hæren overdroges det ham i forbindelse med oberst P.C. Bang at nyordne den historiske våbensamling (nu Tøjhusmuseet), hvilket dog indskrænkedes til en ved hans død ufuldendt katalogisering.

## Politiker
Efter general de Jonquières død valgtes Blom i november 1879 til landstingsmand for København for Højre og genvalgtes indtil 1890. På tinge var han en ivrig talsmand for opførelsen af Københavns Befæstning.

## Forfatter
Blom var ved siden af sin øvrige virksomhed en frugtbar forfatter og skrevet flere afhandlinger til forskellige tidsskrifter, især militære, af hvilke han redigerede Tidsskrift for Krigsvæsen 1862-63 samt Dansk militært Tidsskrift 1865-68. Han har navnlig behandlet spørgsmål angående artilleriets teknik og anvendelsen af skydekunstens teori på praksis; i 1862 vandt han således det Norske militære Tidsskrifts guldmedalje for en prisbesvarelse af kaliberspørgsmålet. Han døde 28. december 1903.
Blom var ualmindelig afholdt blandt standsfæller, der karakteriserede ham som en frisk, usnobbet og varmhjertet personlighed med en vis ironisk udtryksform. Han blev Ridder af Dannebrog 1864, Dannebrogsmand 1869 og Kommandør af 2. grad 1891.
Han er begravet på Garnisons Kirkegård. Der findes et mindesmærke (bronzerelief) af Nicolai Schmidt i Tøjhusmuseet, bekostet af artilleriofficerer (1904). Maleri af G.V. Blom (ca. 1890) i familieeje. Xylografi 1887.